# Dilecti Amici
Dilecti Amici – list apostolski Jana Pawła II skierowany do młodych całego świata, wydany z okazji Międzynarodowego Roku Młodzieży 1985. Zamiennie używany jest tytuł Parati semper.
Papież podpisał list w Rzymie, w Niedzielę Palmową, 31 marca 1985 roku, w siódmym roku swojego pontyfikatu. W zakończeniu Jan Paweł II podkreślił, iż list wydany został w roku, w którym przypadła dwudziesta rocznica zakończenia Soboru Watykańskiego II.
W dokumencie tym poruszone zostały sprawy dotyczące ludzi młodych. Biskup rzymski w następujący sposób podzielił skierowany do młodych list:
- Życzenia na Rok Młodzieży
- Chrystus rozmawia z młodymi
- Młodość jest szczególnym bogactwem
- Bóg, który jest miłością
- Pytanie o żywot wieczny
- O moralności i sumieniu
- "Jezus spojrzał na niego z miłością"
- "Chodź za mną"
- Projekt życia a powołanie chrześcijańskie
- Oblubieńczy "Wielki Sakrament"
- Dziedzictwo
- Talenty i zadania
- Samowychowanie a zagrożenia
- Młodość jako "Wzrastanie"
- Wielkie wyzwanie przyszłości